# Ediakara
Ediakara, někdy též ediakar či ediakaran, je nejmladší perioda/útvar proterozoika (starohor). Mezinárodní komise pro stratigrafii (ICS) se na novém pojmenování shodla v r. 2004 a dala mu přednost před konkurenčními názvy vend či vendian, navrženými pro období se stejným svrchním ale hlubším/starším spodním rozhraním. Toto pojmenování se stále používá v některých zdrojích nesprávně i pro periodu/útvar. Tyto zdroje pak někdy názvem ediakara označují pouze svrchní věk/stupeň této periody/útvaru. Období bylo pojmenováno podle Ediakarského hřebene v Austrálii a v něm ležícího naleziště, které objevil v roce 1946 R. C. Sprigg.
Začíná přibližně před 635 miliony lety (kdy končí kryogén) a končí před 542 miliony lety (kdy začíná prvohorní kambrium).

## Ediakarský život
V ediakaru se slova ujímají mnohobuněčné organismy, ale ještě zpravidla nemají pevnou schránku, která je typická pro kambrium. Dochované fosílie pochází především z turbiditních proudů, díky nimž se zachovaly otisky těchto živočichů s měkkými těly. Některé organismy jsou možná příbuzné dnešním houbovcům, ve většině případů se však jedná o separátní vývojovou větev, nepříbuznou se současnými živočichy. Na druhé straně však například Simon Conway, paleontolog Cambridgeské univerzity, identifikoval řadu pozdějších kambrických živočichů jako potomky ediakarské fauny..
Zástupci
- Charnia
- Dickinsonia
- Spriggina
- Kimberella
- Yorgia
- Funisia
- Pteridinium